# Indecency
Indecency es un telefilme estadounidense de suspenso de 1992, dirigido por Marisa Silver, escrito por Amy Holden Jones, Holly Goldberg Sloan y Alan Ormsby, musicalizado por Miles Goodman, en la fotografía estuvo Lauro Escorel y los protagonistas son Jennifer Beals, James Remar y Sammi Davis, entre otros. Este largometraje fue realizado por MCA Television Entertainment (MTE) y Point of View Productions; se estrenó el 16 de septiembre de 1992.

## Sinopsis
Tres amigos trabajan en una agencia de publicidad, uno de ellos padece una crisis nerviosa. Luego de recomponerse, comienza un amorío con el esposo de su antiguo empleador, esto termina con consecuencias letales.